# Devil Pray
 (juillet 2019).
Pistes de Rebel Heart
Living for Love
(1) Ghosttown
(3)
Devil Pray est un morceau enregistré par la chanteur-compositeur-interprète américaine Madonna pour son treizième album studio, Rebel Heart (2015). Il a été écrit et produit par Madonna, Avicii, DJ Dahi et Michael Diamonds avec la participation d'Arash Pournouri, Carl Falk, Rami Yacoub et Savan Kotecha à l'écriture. Aux premiers stades de développement de l'album, Madonna a été encouragée pas son manager à travailler en collaboration avec Avicii et son équipe de compositeurs. Ensemble, ils ont travaillé sur 7 chansons et Devil Pray a été composé après que Madonna désira parler de ses expériences avec la drogue et sa quête de spiritualité. En ce qui concerne les paroles, la chanson traite des sujets de l'addiction à la drogue, du péché, de la tentation et du désir du salut.
Devil Pray est une chanson « technopop », combinant des éléments de country-pop et de musique folk, et présente des similarités avec le single de Madonna, Don't Tell Me, ainsi qu'avec les œuvres précédentes d'Avicii et la reprise par The Animals de la traditionnelle chanson folk The House of the Rising Sun. La chanson a été encensée par les critiques pour ses éléments musicaux, tout en étant aussi remarquée pour ses paroles réfléchies. Cependant, quelques critiques ont été émises à l'égard de la liste de drogues utilisées dans le refrain. Après sa sortie en tant que chanson de précommande de l'album Rebel Heart, la chanson a figuré au hit-parade de beaucoup de pays européens, atteignant le top-25 en Finlande, en Grèce, en Hongrie et au Liban. Madonna a interprété la chanson pour la première fois dans l'émission italienne Che tempo che fa, portant une robe de cérémonie noire et différents rosaires, et lors de sa tournée mondiale de 2015–16, Rebel Heart Tour.

## Genèse
Madonna et Avicii se sont rencontrés pour la première fois en 2012 lorsque la chanteuse a fait une apparition au Ultra Music Festival pour donner la première du remix de son single Girl Gone Wild, produit par le DJ. Plus tard, en plein développement de son album alors à venir, le manager de Madonna, Guy Oseary suggéra à la chanteuse de travailler avec l'équipe de compositeurs d'Avicii ; la chanteuse accepta puisqu'elle était fan du travail d'Avicii. Le 7 mars 2014, la chanteuse a posté une photo d'elle sur son compte Instagram avec la légende, « En train de faire des tâches ménagères avant de me rendre au studio avec Avicii » (« Doing some house work before heading to the studio with Avicii. »),. Une semaine plus tard, elle a posté des photos avec Avicii et son équipe de compositeurs, en affirmant qu'ils avaient fait « tellement de chansons géniales ». Dans une interview avec David Blaine pour Interview, Madonna a déclaré de la chanson:
« It's about how people take drugs to connect to God or to a higher level of consciousness. I keep saying, 'Plugging into the matrix'. If you get high, you can do that, which is why a lot of people drop acid or do drugs, because they want to get closer to God. But there's going to be a short circuit, and that's the illusion of drugs, because they give you the illusion of getting closer to God, but ultimately they kill you. They destroy you. I mean, I tried everything once, but as soon as I was high, I spent my time drinking tons of water to get it out of my system. As soon as I was high, I was obsessed with flushing it out of me. I was like, 'OK, I'm done now' »
— Madonna

« Elle porte sur la façon qu'ont les gens de prendre de la drogue pour se connecter à Dieu ou à un plus haut niveau de conscience. Je n'arrête pas de répéter, "se connecter à la Matrix". Si tu planes, tu peux faire cela, c'est pourquoi beaucoup de gens prennent du LSD ou de la drogue, parce qu'ils veulent être plus proches de Dieu. Mais il se produira un court-circuit, et c'est ça l'illusion des drogues, parce qu'elles donnent l'illusion de se rapprocher de Dieu, mais à terme elles te tuent. Elles te détruisent. Enfin, j'ai déjà tout essayé, mais aussitôt que je planais, je passais mon temps à boire des tonnes d'eau pour les éliminer de mon système. Dès que je planais, je devenais obsédée par le fait d'évacuer ça de moi. J'étais en mode, 'OK, c'en est fini maintenant' »
Dans la même interview, elle a dit que la chanson n'était pas écrite pour quelqu'un en particulier et qu'elle ne faisait que partager son expérience. Rolling Stone a publié un article dans lequel Madonna prônait une « exploration personnelle intense » en ce qui concerne la drogue. Interrogée sur le fait que Devil Pray risquerait d'être interprété à tort comme une chanson faisant l'apologie de la drogue, Madonna a répondu : 
« I'm certainly not judging people who take drugs or saying 'don't do drugs', however, I'm saying you can do all of these things to connect to a higher level, but ultimately you're going to be lost. People who are getting high are instinctively also trying to connect to a higher level of consciousness, but are doing it in a way that will not sustain them. »
— Madonna

« Je ne suis certainement pas en train de juger ceux qui prennent de la drogue ou en train de dire « n'en prenez pas », cependant, je dis que tu peux faire toutes ces choses-là pour accéder à un plus haut niveau de conscience, mais à terme tu seras perdu. Les gens qui planent essaient aussi instinctivement d'accéder à un plus haut niveau de conscience, mais ils le font d'une façon qui n'est pas durable pour eux. »
La version de démonstration de Devil Pray a fuité sur Internet en décembre 2014, aux côtés de douze autres enregistrements de démonstration pour le treizième album studio de Madonna alors à venir. En conséquence, Madonna a sorti l'album, intitulé Rebel Heart, en précommande le 20 décembre 2014. Une fois commandé, les six premières pistes étaient automatiquement téléchargées, Devil Pray inclus. Madonna a déclaré que les chansons étaient destinées à être « un cadeau de Noël en avance » et a ajouté qu'elle préférait que ses fans entendent les versions complètes de certaines des chansons plutôt que les pistes incomplètes qui circulaient.

## Réception
Jim Farber du New York Daily News dit la chanson « remonte intelligemment, non seulement à la house pop-down » de son single Do not Tell Me, « mais à l'objet, et la démarche bluesy » de la chanson folklorique The House of the Rising Sun.